# Piłkarz roku w Irlandii
Piłkarz roku w Irlandii – coroczny plebiscyt na najlepszego piłkarza grającego w irlandzkiej Premier Division. O wyniku plebiscytu decydują głosy oddane przez członków związku zawodowych piłkarzy – Stowarzyszenia Piłkarzy Zawodowych (ang. PFAI – Professional Footballers' Association of Ireland).
Nagroda po raz pierwszy została wręczona po zakończeniu sezonu 1980/81.

## Zwycięzcy
| Rok  | Piłkarz           | Klub                   |
| ---- | ----------------- | ---------------------- |
| 1981 | Padraig O’Connor  | Athlone Town           |
| 1982 | Paul McGrath      | St. Patrick’s Athletic |
| 1983 | Martin Murray     | Drogheda United        |
| 1984 | Pat Byrne         | Shamrock Rovers        |
| 1985 | Tommy Gaynor      | Limerick City          |
| 1986 | Paul Doolin       | Shamrock Rovers        |
| 1987 | Mick Byrne        | Shamrock Rovers        |
| 1988 | Paddy Dillon      | St. Patrick’s Athletic |
| 1989 | Paul Doolin       | Derry City             |
| 1990 | Mark Ennis        | St. Patrick’s Athletic |
| 1991 | Pat Morley        | Cork City              |
| 1992 | Pat Fenlon        | Bohemian               |
| 1993 | Donal O’Brien     | Derry City             |
| 1994 | Stephen Geoghegan | Shamrock Rovers        |
| 1995 | Liam Coyle        | Derry City             |
| 1996 | Eddie Gormley     | St. Patrick’s Athletic |
| 1997 | Peter Hutton      | Derry City             |
| 1998 | Pat Scully        | Shelbourne             |
| 1999 | Paul Osam         | St. Patrick’s Athletic |
| 2000 | Pat Fenlon        | Shelbourne             |
| 2001 | Glen Crowe        | Bohemian               |
| 2002 | Owen Heary        | Shelbourne             |
| 2003 | Glen Crowe        | Bohemian               |
| 2003 | Jason Byrne       | Shelbourne             |
| 2004 | Jason Byrne       | Shelbourne             |
| 2005 | Mark Farren       | Derry City             |
| 2006 | Joseph Ndo        | Shelbourne             |
| 2007 | Brian Shelley     | Drogheda United        |
| 2008 | Keith Fahey       | St. Patrick’s Athletic |
| 2009 | Gary Twigg        | Shamrock Rovers        |
| 2010 | Richie Ryan       | Sligo Rovers           |
| 2011 | Éamon Zayed       | Derry City             |
| 2012 | Mark Quigley      | Shamrock Rovers        |